# Любе дитя
«Любе дитя» (нім. Liebes Kind) — німецький мінісеріал 2023 року у жанрі трилера, криміналу, який створила компанія Constantin Television. В головних ролях — Кім Рідле, Найла Шуберт, Семмі Шрейн. Серіал вийшов на Netflix 7 вересня 2023 року. Серіал має 1 сезон. Завершився 6-м епізодом, який вийшов у ефір 7 вересня 2023 року. Серіал оснований на однойменному романі Ромі Хауссманн.

## Сюжет
Втеча загадкової жінки з жорстокого полону вказує слідчим на темну правду про нерозкрите зникнення, яке сталося тринадцять років тому.

## Актори та персонажі
| Актор             | Роль                  |
| ----------------- | --------------------- |
| Кім Рідле         | «Лена» (Жасмін Грасс) |
| Найла Шуберт      | Ханна                 |
| Семмі Шрейн       | Джонатан              |
| Гейлі Луїза Джонс | Аїда Курт             |
| Ганс Лев          | Герд Бюлінг           |
| Юстус фон Донаньї | Матіас Бек            |
| Джулика Дженкинс  | Карін Бек             |
| Озгюр Караденіз   | Лікар Гамштедт        |

## Сезони
| Сезон | Епізоди | Епізоди | Оригінальний показ | Оригінальний показ | Оригінальний показ |
| Сезон | Епізоди | Епізоди | Перший показ       | Останній показ     | Мережа             |
| ----- | ------- | ------- | ------------------ | ------------------ | ------------------ |
| 1     | 6       | 6       | 7 вересня 2023     | 7 вересня 2023     | Netflix            |

## Список серій

### Сезон 1 (2023)
| № | # | Назва                   | Режисер | Сценарист | Перший ефір у США |
| --- | - | ----------------------- | ------- | --------- | ----------------- |
| 1 | 1 | «Ганна» «Hannah»        | -       | -         | 7 вересня 2023    |
| Жінка потрапляє в аварію. У лікарні представники влади намагаються скласти в єдину картину суперечливі відомості, отримані від дівчинки, що супроводжувала потерпілу.   |   |                         |         |           |                   |
| 2 | 2 | «Дідусь» «Großvater»    | -       | -         | 7 вересня 2023    |
| Ґерд знайомиться із загадковою пацієнткою. Ханна переїздить у новий дім. Розслідування Аїди щодо аварії призводить до прориву в справі.                                 |   |                         |         |           |                   |
| 3 | 3 | «Будинок» «Das Haus»    | -       | -         | 7 вересня 2023    |
| Пошуки дають невтішні результати. Тим часом Ґерд починає розуміти, що правда про зникнення Лєни Бек жахливіша, ніж можна собі уявити.                                   |   |                         |         |           |                   |
| 4 | 4 | «Правила» «Regeln»      | -       | -         | 7 вересня 2023    |
| Моторошні докази, знайдені в лісі поблизу військової бази, розширюють межі розслідування. Ясмін бореться за свою незалежність.                                          |   |                         |         |           |                   |
| 5 | 5 | «Подарунки» «Geschenke» | -       | -         | 7 вересня 2023    |
| Ясмін усвідомлює, що за нею стежать. Чуття не підводить Ґерда у випадку з Ханною, а Маттіас починає втілювати свій план, щоб повернути її. Аїда розслідує нову зачіпку. |   |                         |         |           |                   |
| 6 | 6 | «Для Лени» «Für Lena»   | -       | -         | 7 вересня 2023    |
| Коли всі шматочки моторошної головоломки стають на своє місце, Ґерд й Аїда намагаються за всяку ціну завадити повторенню історії. Ханна висловлює незвичне прохання.    |   |                         |         |           |                   |